# Loney, noir
Loney, Noir är ett album av den svenska artisten Loney dear, utgivet 2005 och återutgivet i USA 2007.

## Låtlista
1. "Sinister in a State of Hope" - 3:06
2. "I Am John" - 3:30
3. "Saturday Waits" - 3:39
4. "Hard Days 1, 2, 3, 4" - 3:23
5. "I Am the Odd One" - 3:11
6. "No One Can Win" - 3:26
7. "I Will Call You Lover Again" - 2:47
8. "Carrying a Stone" - 3:47
9. "The Meter Marks On" - 3:14
10. "And I Won't Cause Anything at All" - 3:35